# Таварелли, Рикардо
Рика́рдо Таваре́лли (исп. Ricardo Javier Tavarelli Paiva; 2 августа 1970, Асунсьон) — парагвайский футболист, вратарь. Наиболее известен по своим выступлениям за асунсьонскую «Олимпию», в составе которой выиграл множество чемпионатов Парагвая, а также Кубок Либертадорес в 2002 году. Участник двух Кубков Америки и чемпионата мира 2002 года в составе сборной Парагвая.

## Биография
Начал профессиональную карьеру в «Олимпии» в 1992 году. В 1990-е годы 6 раз становился чемпионом Парагвая, выиграл Турнир Республики, который можно считать аналогом Кубка страны (ныне не проводится).
Наиболее яркими моментами в клубной карьере Таварелли стали победы в Кубке Либертадорес 2002 года, а также в Рекопе 2003, являющейся южноамериканским аналогом Суперкубка УЕФА. Примечательно, что в активе «Олимпии» с тех пор нет ни одной победы в крупных турнирах. В победной кампании 2002 года Таварелли стал одним из героев «чёрно-белых», дважды выручив команду в послематчевых сериях пенальти (в играх с «Гремио» в полуфинале и «Сан-Каэтано» в финале).
Полному раскрытию Таварелли в сборной Парагвая помешала блистательная игра легендарного Хосе Луиса Чилаверта. Однако с 1998 года Таварелли всё же стал игроком «альбирохи» и даже принял в её составе участие в трёх крупных международных турнирах.
В Кубке Америки 1999 Чилаверт отказался принять участие по политическим мотивам, поэтому во всех 4 матчах домашнего турнира основным вратарём парагвайцев был именно Таварелли. Парагвай остановился на стадии 1/4 финала, уступив в серии пенальти 3:5 Уругваю. В 2001 году Таварелли также был первым вратарём, однако дальше группового этапа парагвайцам пройти не удалось, Таварелли сыграл во всех трёх матчах турнира.
В 2002 году Таварелли сыграл первый матч сборной Парагвая на чемпионате мира, поскольку у Чилаверта ещё не завершилась дисквалификация. В оставшихся двух матча группового этапа, а также в 1/8 финала ворота «Альбирохи» защищал уже Чилаверт.
Последний свой матч за сборную Таварелли провёл в 2004 году, а год спустя принял решение о завершении карьеры.

## Титулы и достижения
- Чемпион Парагвая (6): 1993, 1995, 1997, 1998, 1999, 2000
- Турнир Республики (1): 1992
- Кубок Либертадорес (1): 2002
- Рекопа Южной Америки: 2003